# (527) Euryanthe
(527) Euryanthe – planetoida z pasa głównego asteroid okrążająca Słońce w ciągu 4 lat i 182 dni w średniej odległości 2,72 j.a. Została odkryta 20 marca 1904 roku w Landessternwarte Heidelberg-Königstuhl, w Heidelbergu przez Maxa Wolfa. Nazwa planetoidy pochodzi od bohaterki opery Euryanthe Carla Marii von Webera. Przed jej nadaniem planetoida nosiła oznaczenie tymczasowe (527) 1904 NR.